# Coming Up Easy
Coming Up Easy è un brano musicale del cantante scozzese Paolo Nutini, estratto come secondo singolo dall'album Sunny Side Up del 2009.

## Tracce
CD
1. Coming Up Easy (Album Version) – 4:18
2. High Hopes – 2:57
3. Gimme Shelter – 4:27

7"
1. Coming Up Easy (Album Version) – 4:18
2. Beeswing (Live at the BBC) – 3:49

Download digitale
1. Coming Up Easy (Album Version) – 4:18
2. High Hopes – 2:57
3. Beeswing (Live at the BBC) – 3:49
4. Candy (Live at the BBC) – 5:37

## Classifiche
| Classifica (2009) | Posizione più alta |
| ----------------- | ------------------ |
| Belgio (Vallonia) | 59                 |
| Regno Unito       | 62                 |